# 朱慶虹
朱慶虹，BBS，JP（1962年—），香港政治人物，前香港南區區議會置富選區議員兼南區區議會前主席、香港島各界聯合會名譽顧問。2018年7月獲頒銅紫荊星章。

## 簡介
朱慶虹本身是一位音樂家，擁有倫敦音樂學院鋼琴院士文憑，曾推出3張鋼琴唱片，2011年成立香港南區管弦樂團。

## 經歷
1994年香港區議會選舉中，代表自由黨在置富敗於民主黨黎學廉。1999年香港區議會選舉中，以獨立身份在置富擊敗民主黨鄺錦華。2003年香港區議會選舉中，自動當選。2007年香港區議會選舉中，擊敗公民黨祁梅娟。2008年至2011年任南區區議會副主席。2011年香港區議會選舉中，自動當選。2012年起任南區區議會主席至今。2015年香港區議會選舉中，擊敗城鄉共生連線姚松炎。 2019年香港區議會選舉，朱慶虹放棄連任，改為支持河北省政協羅霄參選，惟羅僅得2744票，大敗其對手民主派林德和的4292票，朱交棒失敗。